# Fay-de-Bretagne
Fay-de-Bretagne é uma comuna francesa na região administrativa da Pays de la Loire, no departamento de Loire-Atlantique. Estende-se por uma área de 64,81 km². Em 2010 a comuna tinha 3 708 habitantes (densidade: 57,2 hab./km²).